# Sh2-264
L'anneau de Lambda Orionis (Sh2-264, ou Sharpless 264) est un nuage moléculaire et une région HII visible en direction de la partie nord de la constellation d'Orion. Il est situé à l'extrémité du grand complexe d'Orion, l'une des régions de formation d'étoiles les plus étudiées et les plus connues, ainsi que la région galactique la plus proche du système solaire où la formation d'étoiles massives prend place. Son nom vient de son étoile principale, Lambda Orionis, une géante bleue qui ionise les gaz des nébuleuses environnantes.
L'anneau est un bon modèle d'étude pour comprendre l'évolution des nuages moléculaires géants, de la formation d'étoiles massives à l'épuisement de ces phénomènes en leur sein, avec la dispersion des gaz résiduels et la dissolution des associations OB.

## Observation
Lambda Orionis est l'étoile qui représente la tête d'Orion; elle est située au nord du grand rectangle central qui délimite la figure de la constellation, délimitée par les étoiles Bételgeuse, Bellatrix, Rigel et Saiph. Cette étoile est située au centre d'un amas ouvert composé d'étoiles jeunes et chaudes, bien visibles même à l'œil nu car leur magnitude se situe entre 4 et 5. L'amas dont ils font partie est répertorié sous le nom Cr 69 et peut être parfaitement vu avec des jumelles, avec lesquelles il est possible de voir jusqu'aux éléments de magnitude 10. L'étoile Phi² Orionis, une étoile géante visible du côté sud-ouest de l'amas et située à seulement 116 années-lumière du Soleil, ne fait pas partie de la région; elle est située à plus de 1400 années-lumière de l'anneau. Le nuage lui-même n'est visible ni avec des jumelles, ni avec de petits télescopes amateurs; on peut l'observer grâce aux photographies astronomiques à longue exposition, où il est mis en évidence comme un léger arc nébuleux plus brillant vers l'ouest, tandis que l'amas et la partie entourée par l'arc montrent une faible brume de fond.
Bien qu'il soit situé dans l'hémisphère céleste nord, grâce à sa déclinaison proche de l'équateur céleste, l'anneau peut être observé sans difficulté depuis toutes les zones peuplées de la Terre ; sa visibilité atteint les régions côtières de l'Antarctique et également à l'intérieur des terres, alors qu'il n'apparaît circumpolaire que dans les zones les plus septentrionales de l'océan Arctique. De toutes les régions tempérées, boréales comme méridionales, elle apparaît très haut sur l'horizon, orientée vers le sud ou le nord selon l'hémisphère d'où elle est observée; à la latitude de 9°N, il est par contre parfaitement visible au zénith. La période la plus favorable pour son observation dans le ciel du soir tombe entre novembre et avril. De l'hémisphère nord, les étoiles proches de λ Orionis forment un astérisme typique que l'on peut observer les soirs d'hiver, tandis que de l'hémisphère sud, Orion est une figure du ciel d'été.

## Caractéristiques et structure
L'anneau de Lambda Orionis apparaît comme une région H II structurellement très évoluée. La plupart des phénomènes de formation stellaire, en particulier ceux des étoiles de grande masse, se sont épuisés il y a environ 6 millions d'années, avec la naissance des étoiles les plus brillantes placées au centre du nuage et constituant une association OB qui correspond à l'amas Cr 69. L'âge de l'anneau peut être déterminé en étudiant les étoiles massives, en particulier λ1 Orionis et la proche HD 36822, deux étoiles géantes évoluées qui quittent la phase de séquence principale; l'âge de ces deux étoiles, dont la masse est de 24 M⊙ et 17 M⊙, est respectivement d'environ 5,5 millions et 7,5 millions d'années, avec une différence de 0,3-0,4 million d'années. Après la naissance des étoiles de plus grande masse, les phénomènes de formation d'étoiles ont concerné exclusivement les étoiles de masse faible et moyenne, comme en témoigne la présence de nombreuses étoiles de la pré-séquence principale; ces phénomènes ont toujours lieu à l'intérieur du nuage et dans les régions environnantes, comme dans les nébuleuses obscures B30 et B35.
En étudiant la séquence des phénomènes de formation d'étoiles et la dynamique du nuage, un modèle détaillé a été développé pour expliquer son évolution. À l'origine, il y a environ 10 millions d'années, il y avait dans la région une longue séquence de nuages moléculaires, s'étendant d'est en ouest, composée de trois densités particulièrement massives et de quelques nuages plus petits; dans les nuages majeurs, il y a 6 millions d'années, s'est formée quelques étoiles massives, dont λ Orionis elle-même, regroupées en une association OB. Le taux de formation d'étoiles a progressivement augmenté au fil du temps, également favorisé par les ondes de choc générées par le vent stellaire et par le rayonnement des nouvelles étoiles : en comprimant le gaz environnant, le phénomènes de création a été étendu dans les régions extérieures de la nébuleuse, en partie ionisée. Il y a environ un million d'années, ou selon certaines études il y a 300 000 ans, l'une des étoiles les plus massives de l'association a explosé en supernova, générant une puissante onde de choc qui a dispersé le gaz présent dans la région centrale du complexe en générant une superbulle en expansion et en modifiant la dynamique de l'association OB dont il faisait partie; le gaz expulsé s'est arrangé pour former un grand anneau autour de la nouvelle bulle, maintenant connu sous le nom d'anneau de Lambda Orionis, dans lequel la formation d'étoiles s'est poursuivie, favorisée par la forte compression des gaz, en particulier dans le nuage B35. L'étoile qui a explosé en supernova aurait été voisine de λ Orionis elle-même. Aujourd'hui, la naissance de nouvelles étoiles se poursuit dans les zones extérieures de l'anneau, comme dans les deux nuages sombres, tandis qu'à l'intérieur de la bulle, plus aucune étoile ne voit le jour en raison du manque de gaz qui s'est créé.
Des modèles évolutifs prenant en compte l'évolution future de l'anneau montrent l'épuisement des phénomènes de formation d'étoiles au sein du nuage B35 en des temps astronomiquement très courts et la dislocation des étoiles Cr 69 de leur position actuelle située au centre de la bulle. Ces étoiles, en raison de leur propre mouvement, auront tendance à se disperser sur une vaste région autour du nuage au cours des 10 millions d'années à venir.
La distance de l'anneau a été déterminée pour la première fois dans les années 1970 en étudiant les étoiles de la séquence principale. La valeur obtenue était de 440 ± 40 parsecs, ce qui équivaut à environ 1430 années-lumière. Cette valeur a été remise en question lorsque le satellite Hipparcos a mesuré la parallaxe de treize des étoiles de l'association. Les mesures n'ont pas obtenu un taux de précision inférieur à 25% et la distance s'est avérée être d'environ 380 ± 30 parsecs, plus petite que les estimations précédentes. La valeur la plus acceptée pour l'association est celle obtenue par l'étude de la photométrie, qui a donné une valeur de 450 ± 50 parsecs. Ceci, comme les mesures précédentes, rend la distance de l'anneau de Lambda Orionis compatible avec celle des autres régions nébuleuses du Complexe d'Orion, comme la Nébuleuse d'Orion, dont la distance est estimée à 443 parsecs, la région d'Orion B, fixé à 475 parsecs, et d'autres régions mineures, dont la distance maximale est d'environ 500 parsecs.

## Phénomènes de formation stellaires
L'anneau de Lambda Orionis n'abrite plus de phénomènes de formation d'étoiles massives depuis plusieurs millions d'années, car une grande partie du gaz a soit été concentrée dans les étoiles massives de l'association centrale, soit emportée par les explosions de supernova et le vent stellaire des étoiles centrales. L'activité du nuage est actuellement limitée à certains phénomènes de formation d'étoiles de faible masse localisés dans certaines régions périphériques de l'anneau. Ces phénomènes sont mis en évidence par la présence d'un bon nombre de sources de rayonnement infrarouge bien immergées dans les nuages et de quelques objets HH, principalement localisés dans les nuages B35, B30 (ou LDN 1582), B223 (LDN 1589) et LDN 1598.
Dans le nuage LDN 1589, dont la partie éclairée est également connue sous le nom de Sh2-265, se trouve le plus gros objet HH de la région. Il s'agit d'un jet bipolaire d'environ 2,6 parsecs (8,5 années-lumière) d'extension, correspondant à environ 20 minutes d'arc, bien visible sur les images prises dans la bande Hα. L'objet est catalogué HH 114/115, un double catalogage puisque les deux moulages ont un numéro de catalogue indépendant. Tous deux sont générés par la source IRAS 05155+0707, qui correspond à une protoétoile de classe I placée entre les deux jets. À cette structure est lié un objet appelé HH 114 MMS, identifié par des observations à 1300 μm et lié à HH 114. La preuve d'un deuxième grand jet bipolaire peut être trouvée dans les deux objets HH 328 et HH 329, alignés presque parfaitement avec HH 114 MMS. Des jets de monoxyde de carbone (CO) sont connectés à ces deux gros jets bipolaires. En particulier, le jet lié à HH 114 MMS n'apparaît pas aligné avec HH 328/329, contrairement à la contrepartie optique HH 114, suggérant que la source de HH 114 est en fait une proto-étoile binaire.
Dans le nuage LDN 1582, situé dans la partie nord-ouest de l'anneau, il y a un autre jet géant, connu à l'origine sous le nom de RNO 43, et plus tard catalogué sous le nom de HH 243. Les objets apparemment distincts HH 144, HH 245 et HH 179 font également partie du même jet, dont les dimensions atteignent 3,4 parsecs (11,1 années-lumière). La structure est également dans ce cas un double jet, avec une morphologie en S, ce qui dénote que l'objet central, la source IRAS 05295+1247, est soumis à un fort mouvement de précession; la source, nichée au plus profond du nuage, a été identifiée dans les longueurs d'onde submillimétriques,.
Une question ouverte concerne l'origine des phénomènes de formation d'étoiles dans les nuages les plus externes, c'est-à-dire si de tels nuages étaient déjà présents sur le site avant l'expansion de l'anneau. Certains indices suggéreraient qu'en fait ces nuages existaient déjà auparavant, et que les phénomènes de formation d'étoiles actifs en leur sein ne sont pas en association directe avec l'expansion de l'anneau.

## Composition stellaire
Les étoiles massives appartenant à l'anneau sont majoritairement regroupées dans un diamètre d'un peu moins de 1°, correspondant à environ 8-9 parsecs. Parmi celles-ci se trouve la géante λ Orionis, ainsi que d'autres étoiles bleues de la séquence principale et des étoiles bleu-blanc de la séquence principale. Les jeunes étoiles de petite et moyenne masse sont plutôt réparties sur un diamètre beaucoup plus grand, jusqu'à 16 parsecs, avec le centre de distribution situé près de λ Orionis. On pourrait émettre l'hypothèse que ces étoiles ne se sont pas formées dans la position actuelle, mais au contraire, qu'elles se sont éloignées au fil du temps, se plaçant dans les positions actuelles. Ce modèle indiquerait qu'au départ elles auraient été beaucoup plus concentrées, formant un groupe comparable au Trapèze actuel autour de λ Orionis. Cependant, d'un point de vue physique ce modèle présente quelques difficultés, justement parce qu'il serait difficile d'expliquer pourquoi les étoiles de grande masse seraient restées concentrées alors que celles de faible masse se seraient dispersées en un temps aussi court astronomiquement. Par conséquent, il a été suggéré que ces étoiles se sont formées dans un espace à peine réduit par rapport à celui actuellement occupé, avant que l'explosion de la supernova n'efface le gaz à partir duquel elles se sont formées, formant l'anneau de Lambda Orionis.
Parmi les composants de faible masse présents dans la région, le plus connu et le plus étudié est le fameux FU Orionis. Elle est située sur le bord sud-est du nuage B35 et est le prototype d'une classe particulière d'étoiles de la séquence pré-principale, appelées étoiles FU Orionis. L'étoile a subi une augmentation soudaine de sa luminosité au cours des années 1930, passant de magnitude 16 à magnitude 10 en quelques mois et devenant l'une des étoiles de la pré-séquence principale les plus brillantes connues. Il lui est associée une nébuleuse par réflexion en forme d'hélice, formée par les gaz illuminés par l'étoile. Plus tard, d'autres étoiles aux caractéristiques similaires ont été identifiées, telles que V1057 Cygni et V1515 Cygni, permettant ainsi l'identification de la classe de variables. Les modèles théorisés associent les éruptions de FU Orionis à des transferts brusques de matière d'un disque d'accrétion vers une étoile jeune et peu massive T Tauri. Les éruptions de ce type d'étoiles ont une durée moyenne d'environ un an, mais peuvent durer plus longtemps dans certains cas. La durée de ces grandes accrétions est de l'ordre de quelques décennies, bien que pendant des périodes de temps relativement courtes, un objet FU Orionis puisse varier considérablement.
Une deuxième étoile variable de grande importance est GW Orionis, très étudiée pour comprendre la dynamique d'un système d'étoiles binaires associé à des disques d'accrétion. Il s'agit d'une paire d'étoiles T Tauri s'éclipsant mutuellement, dont la période orbitale est d'environ 242 jours, avec une excentricité orbitale de 0,04 ± 0,06. La masse du composant primaire est de 2,5 M⊙, tandis que celle du secondaire n'est pas connue. Leur séparation réelle est d'environ 1 UA.